# −0 (программирование)
−0 (отрицательный ноль) в программировании — число, возникающее при вычислениях с плавающей запятой компьютерного стандарта IEEE 754, который используется в большинстве современных компьютеров, (а также в некоторых вариантах представления целых со знаком). С математической точки зрения отрицательный ноль чаще-всего равен обычному нулю, хотя и существуют математические операции, когда проявляются их различия.

## Представления
В 1+7-битном представлении чисел со знаком отрицательный ноль представляется двоичным значением 10000000 в прямом коде. В 8-битном одинарном обратном коде −0 представляется двоичным значением 11111111. В стандарте представления чисел с плавающей запятой IEEE 754, отрицательный ноль представляется нулевой экспонентой и мантиссой и знаковым битом равным единице.
В наиболее распространённом в настоящее время двойном дополнительном коде понятие отрицательного ноля отсутствует, что и сделало этот формат наиболее популярным.

## Свойства
В языках программирования, таких как C, C#, C++ и Java, хотя и возможно получить отрицательный ноль в качестве результата вычисления выражения, при сравнении отрицательный ноль равен положительному, поэтому простое сравнение не может быть использовано для определения того, является ли число отрицательным нулём. Для проверки на отрицательный ноль можно использовать функцию CopySign(), определённую в IEEE 754, которая копирует знак числа (в данном случае нуля) в другое число (для проверки знака нужно взять ненулевое).
Для определения знака нуля можно также использовать деление:
- {\displaystyle \;x/+0=+\infty } (для положительного x);
- {\displaystyle \;x/-0=-\infty } (для положительного x).

Результат других операций с отрицательным нулём:
- {\displaystyle \;-0/x=-0} (для положительного x);
- {\displaystyle \;-0/x=+0} (для отрицательного x);
- {\displaystyle \;+0/x=-0} (для отрицательного x);
- {\displaystyle \;-0/+\infty =-0};
- {\displaystyle \;-0/-\infty =+0};
- {\displaystyle \;+0/-\infty =-0};
- {\displaystyle \;-0\cdot -0=+0};
- {\displaystyle \;-0-+0=-0};
- {\displaystyle \;-0--0=+0};
- {\displaystyle \;+0+-0=+0};
- {\displaystyle \;-0+-0=-0};
- {\displaystyle \;x\cdot -0=-0} (для положительного x);
- {\displaystyle \;x+-0=x};
- {\displaystyle {\sqrt {-0}}=-0}[2];
- {\displaystyle {\pm 0}\times {\pm \infty }={\mbox{NaN}}}, где NaN (англ. Not-a-Number) — машинное представление значения с неопределённым результатом;
- {\displaystyle {\frac {\pm 0}{\pm 0}}={\mbox{NaN}}}.

## В математике
Определения операций для нуля со знаком отражают свойства операций с бесконечно малыми величинами в математическом анализе, хотя не всегда точно соответствуют им. Так, например, свойства {\displaystyle +0+-0=+0}, {\displaystyle {\sqrt {-0}}=-0}, определённые в стандарте IEEE 754, не имеют математического обоснования.

## Для более углублённого изучения
- Michael Ingrassia. Fortran 95 SIGN Change (англ.). Sun Developer Network. Дата обращения: 15 октября 2005. Архивировано из оригинала 5 сентября 2006 года. — изменения в функции SIGN в Fortran 95 для работы с отрицательным нулём
- JScript data types (англ.). MSDN JScript. Дата обращения: 16 октября 2005. Архивировано из оригинала 6 декабря 2005 года. — арифметика с плавающей точкой в JScript содержит отрицательный нуль по определению
- A look at the floating-point support of the Java virtual machine (англ.). Javaworld. Дата обращения: 16 октября 2005. Архивировано из оригинала 16 октября 2006 года. — представление отрицательного нуля в Java virtual machine
- Comparing floating point numbers, Bruce Dawson — как обращаться с отрицательным нулём при сравнении чисел с плавающей точкой
- John Walker. Minus Zero (англ.). UNIVAC Memories. Дата обращения: 17 октября 2005. Архивировано из оригинала 25 сентября 2006 года. — Числа в одинарном дополнительном коде на семействе компьютеров UNIVAC 1100.